# Rethera rjabovi
Rethera rjabovi är en fjärilsart som beskrevs av Bang-haas 1935. Rethera rjabovi ingår i släktet Rethera och familjen svärmare. Inga underarter finns listade.

## Bildgalleri

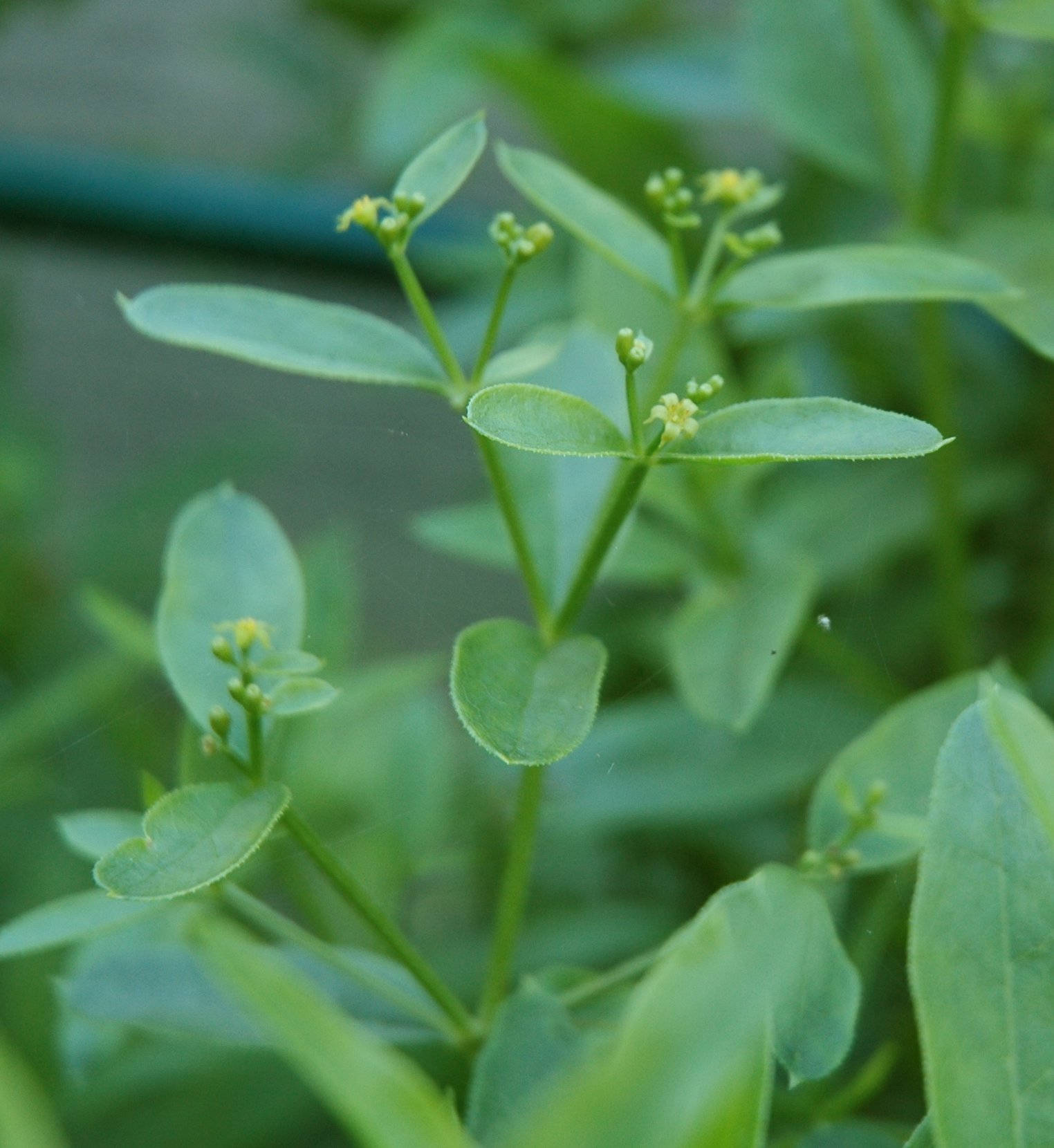
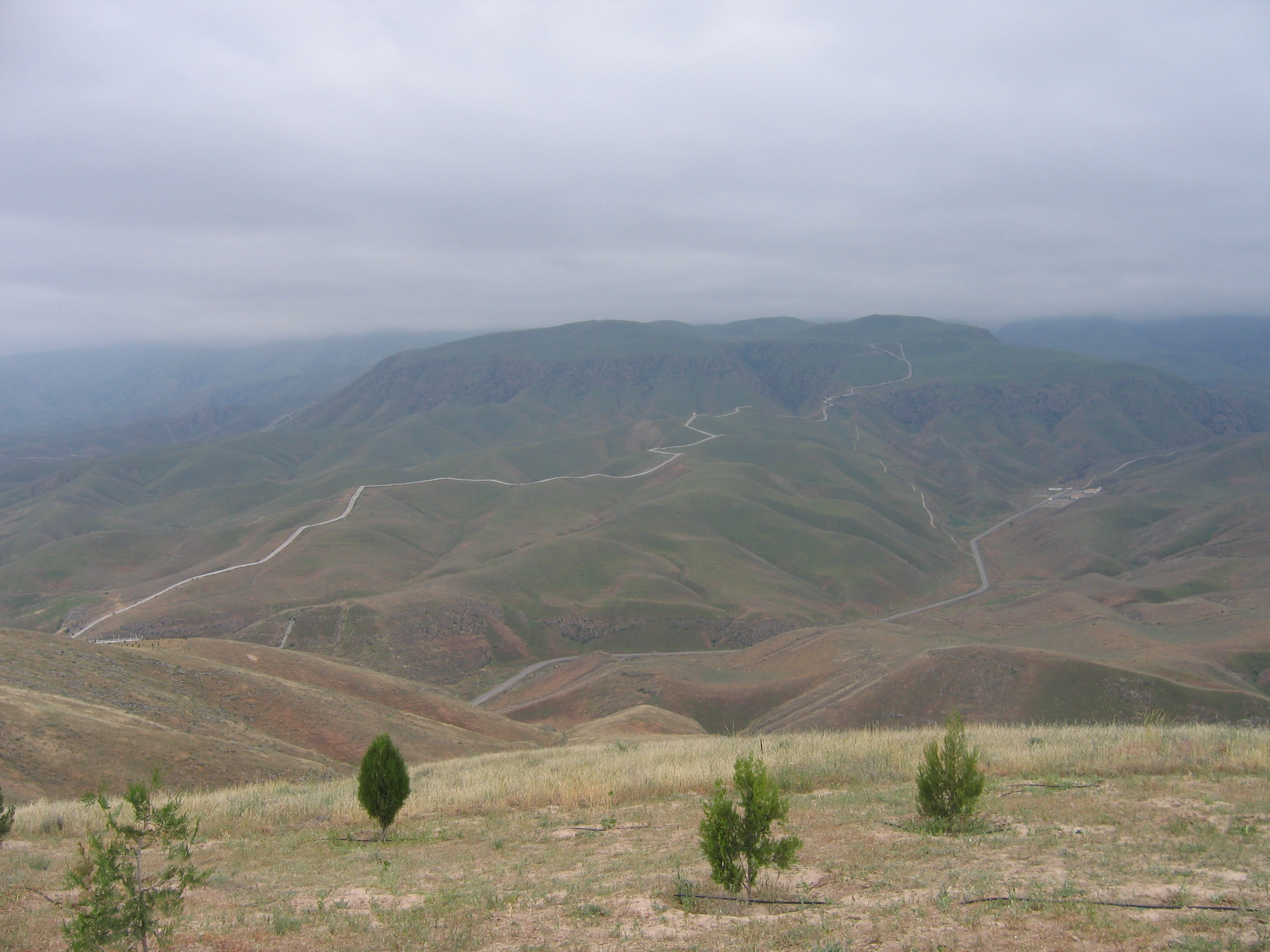